# Balistični izstrelek
Balistični izstrelek je vsak vojaški izstrelek, ki večji del svoje poti preleti brez možnosti večjih popravkov smeri, torej po zakonih balistike. Pojem največkrat uporabljamo za raketne izstrelke dolgega dosega. Balistični izstrelek največjega dosega je medkontinentalni (medcelinski) balistični izstrelek, ki ga nosilna raketa ponese izven ozračja v pod-orbitalno trajektorijo ali tirnico, pri čemer dosežejo največjo višino okoli 1.200 km. Po prenehanju delovanja nosilne rakete se izstrelek približuje končni točki v prostem padu.
Po klasifikaciji, ki jo uporabljajo v ZDA, se balistični izstrelki ločijo v naslednje skupine glede na doseg: 
- balistični izstrelki kratkega dosega: domet do 1.000 km,
- balistični izstrelki srednjega dosega: domet med 1.000 in 2.500 km,
- balistični izstrelki vmesnega dosega: domet med 2.500 in 3.500 km,
- medcelinski balistični izstrelki (ICBM: intercontinental ballistic missile): domet nad 3.500 km, ki jih nadalje delijo na balistične izstrelke omejenega dometa, z dometom do 8.000 km in balistične izstrelke polnega dometa, z dometom med 8.000 in 12.000 km.

## Razvoj balističnih izstrelkov
Prvi balistični izstrelek v zgodovini je bila raketa V-2, ki so jo razvili v nacistični Nemčiji. Prvič je bila uspešno preizkušena 3. oktobra 1942, in prvič uporabljena v napadih 8. septembra 1944. Za razliko od manevrirnega izstrelka V-1, ki je zaradi sorazmerno nizke hitrosti postal lahka tarča britanske protiletalske obrambe in lovskih letal, je raketa V-2 proti tlem padla s štirikratno nadzvočno hitrostjo, kar je onemogočilo vsako obliko obrambe. 
Načrtovani sta bili tudi izpeljanki A-9 in A-10, ki bi lahko dosegli ZDA, vendar projekt ni bil izveden.
Po 2. svetovni vojni sta ZDA in Sovjetska zveza pridobili sestavne dele nemških raket V-2 in zajeli strokovnjake, ki so delali na projektu rakete V-2. 
V Sovjetski zvezi je projekt izdelave balističnih izstrelkov prevzela ekipa, ki jo je vodil Sergej Pavlovič Koroljov. Ta ekipa je poleg balističnih izstrelkov za vojaške potrebe načrtovala tudi nosilne rakete za vesoljske polete (njegova raketa R-7 je bila uporabljena tako za izstrelitev Sputnika, kot Jurija Gagarina v orbito).
Podoben razvoj balističnih izstrelkov je potekal tudi v ZDA, kjer je pojekt vodil Wernher von Braun. Zaradi neenotnosti v ameriških oboroženih silah projekt sprva ni potekal tako hitro kot v Sovjetski zvezi, kasneje pa so Američani dohiteli Sovjetsko zvezo. Tako so do leta 1959 v oborožitvi oboji imeli tudi balistične izstrelke.
Prvi balistični izstrelki so kot pogonsko sredstvo uporabljali tekoča goriva, kar je zahtevalo veliko prostora za izstrelitveno ploščad ter zamudno polnjenje z gorivom pred vzletom. Zato so v ZDA (kasneje pa tudi v Sovjetski zvezi) začeli z izdelavo balističnih izstrelkov s pogonom na trdo raketno gorivo, ki omogoča hitro izstrelitev. Take izstrelke je možno shranjevati tudi v zaščitenih podzemnih silosih.
Z razvojem sistemov obrambe pred balističnimi izstrelki (predvsem v Sovjetski zvezi) so balistični izstrelki začeli nositi več jedrskih konic (MIRV), kar omogoča napad na več različnih tarč z enim samim balističnim izstrelkom in obenem zmanjša možnosti za uspešno nasprotnikovo obrambo. 
Do sedemdesetih let sta ZDA in Sovjetska zveza imela dovolj jedrskega orožja, da bi lahko večkrat popolnoma uničili druga drugo, zato sta se obe strani začeli dogovarjati o prenehanju izdelave balističnih izstrelkov ter o postopnem zmanjševanju zalog.